# 云南叉柱兰
云南叉柱兰（学名：Cheirostylis yunnanensis）为兰科叉柱兰属下的一个种。其种加词 yunnanensis 意为“云南的”。